# Friedrich Heim

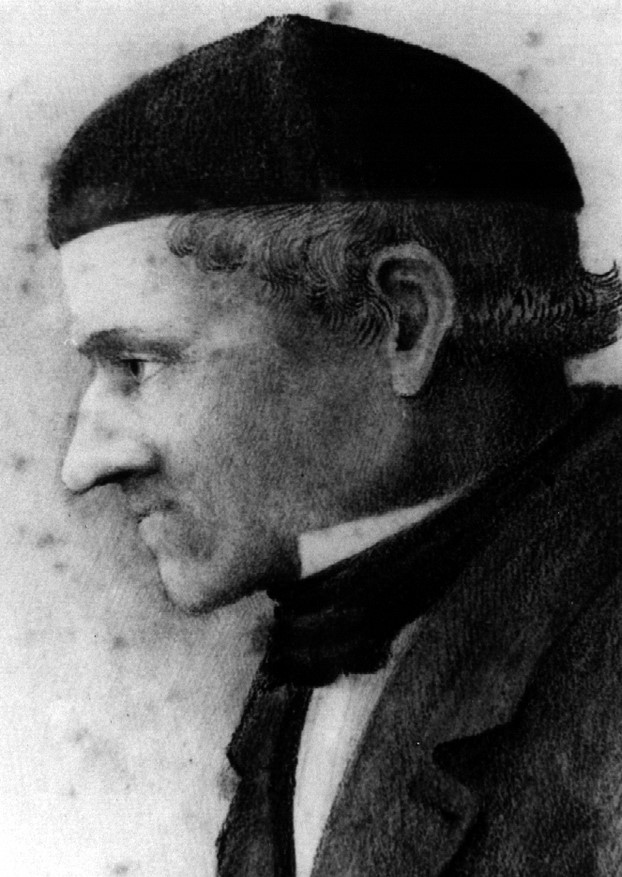
Friedrich Jakob Philipp Heim

Friedrich Jakob Philipp Heim (* 13. Mai 1789 in Hochdorf; † 30. Dezember 1850 in Tuttlingen) war ein evangelischer Pfarrer und Gründer der Paulinenpflege Winnenden sowie der Erfinder eines Stenografie-Systems.

## Leben
Friedrich Heim wurde am 13. Mai 1789 als Sohn des Pfarrers M. Georg Michael Heim und Christine Margarete geb. Hottmann in Hochdorf, Kreis Ludwigsburg, geboren. Er war das älteste von 12 Kindern. Lediglich 5 seiner Geschwister überlebten die Kindheit.
1798 besuchte Heim die Lateinschule in Winnenden, um sich das anschließende Theologiestudium zu ermöglichen. 1803 bis 1812 wechselte er seinen Aufenthaltsort im Rahmen des niederen Seminariums von Blaubeuren über Bebenhausen bis Maulbronn. Ab 1807 schloss das höhere Seminarium in Tübingen an.
Während des Studiums entwickelte Heim ein eigenes System der Stenografie, mit dem Zweck, seinem Bruder, der als Offizier nicht die Möglichkeit hatte zu studieren, eine Art Fernstudium zu ermöglichen, indem er ihm Manuskripte von Vorlesungen zukommen ließ. Für dieses Wirken im Bereich der Stenografie wurde ihm durch die Geschichtsschreibung, genauer gesagt mit der Aufnahme in der Allgemeinen Deutschen Biografie, mehr Anerkennung gezollt als für sein späteres Lebenswerk, die Gründung der Paulinenpflege Winnenden und der damit verbundenen Fürsorge für behinderte und sozial benachteiligte Kinder und Jugendliche.
Im November 1814 übernahm Heim das Vikariat in Eningen. Hier traf er erstmals in einem seelsorgerischen Amt auf sozial benachteiligte Kinder. Eningen war ein Händlerdorf, was bedeutete, dass die Eltern häufig aus beruflichen Gründen wochenlang unterwegs waren, während ihre Kinder zu Hause sich selbst überlassen wurden. Diese Erlebnisse sollten Heims späteres Wirken nachhaltig beeinflussen.
Nach seiner Zeit als Vikar übernahm Heim das Pfarramt in Klosterreichenbach ab dem 1. Oktober 1816. Dies ermöglichte ihm, endlich Johanne Heinrike Vogt zu heiraten, die er seit seiner Studienzeit in Tübingen kannte und mit der er bereits seit 1811 heimlich verlobt war.
Am 20. April 1821 wurde Heim als Diakon in Winnenden eingesetzt. Die Stelle nahe seinem Geburtsort ermöglichte ihm, seinen blinden und schwerhörigen Vater, sowie die vier unverheirateten Schwestern bei sich aufzunehmen. Er kam damit dem Wunsch seiner sterbenden Mutter nach, sich um die Geschwister zu kümmern. Aus den folgenden Jahren sind insbesondere zwei Werke hervorzuheben.
Friedrich Heim war zwar seit früher Kindheit als gläubiger Christ erzogen worden, hatte jedoch trotz seiner religiösen Überzeugung Verständnis für die aus der Aufklärungsbewegung resultierende Bibelkritik der damaligen Zeit. Um die Voraussetzungen für Diskussionen und mehr Volksnähe der Bibel zu schaffen, strebte Heim eine neue Übersetzung, genauer gesagt eine Bearbeitung der Lutherübersetzung, an. Obwohl er dem Reformator und seinem Werk stets größte Hochachtung entgegenbrachte, war er dennoch davon überzeugt, dass es viele Bibelstellen gab, die die bürgerlichen Leser irritierten und ihnen das Verständnis der Bibel erschwerten. Daher übersetzte Heim während seiner knapp bemessenen Freizeit den Ursprungstext der Bibel, glich das Ergebnis mit der Lutherbibel ab, übernahm gleichwertige Stellen von seinem Vorbild und ersetzte fragliche Stellen durch seine eigenen Zeilen. Als Methode für die erforderlichen Auslegungen wählte Heim die Typologie.
Das zweite bedeutende Werk in Winnenden war die Gründung der Paulinenpflege am 6. August 1823 und die Leitung der Einrichtung in den folgenden Jahren.
Im Januar 1842 traf Friedrich Heim die Entscheidung, sich um besser honorierte Dekanate zu bewerben. Hintergrund war die fehlende Möglichkeit, seinen fünf Söhnen eine standesgemäße Ausbildung und den beiden Töchtern eine entsprechende Aussteuer zu verschaffen, solange er auf das Winnender Einkommen angewiesen war. Hinzu kam die Sorge, dass ihm, in Anbetracht zunehmender gesundheitlicher Beschwerden, nicht mehr allzu viele Lebensjahre vergönnt sein könnten.
Am 15. April 1842 wurde Heim zum Leiter des Dekanats Tuttlingen ernannt.
Bereits acht Jahre später, am 30. Dezember 1850, verstarb Friedrich Jakob Philipp Heim in Tuttlingen. Christian Palmer, ein enger Freund von Pfarrer Heim, schrieb der Witwe: „Es ist mir noch bei niemandem so klar und kostbar geworden, als bei dem Vollendeten, was Gottes Wort verheißt von den Seligen, die im Herrn sterben: sie ruhen von ihrer Arbeit und ihre Werke folgen ihnen nach!“

## Erfinder eines Stenografie-Systems
Bereits als Student lernte Friedrich Jakob Heim durch einen Bekannten aus Norddeutschland noch ohne Lehrbuch das Stenografie-System von Karl Gottlieb Horstig kennen; erst später bekam Heim ein Lehrbuch von Horstigs System in die Hand. Heim entwickelte Horstigs System weiter und veröffentlichte 1820 ein eigenes Lehrbuch. Neben Zeichenveränderungen und Neueinführungen verringerte er die Anzahl der Kürzel, welche „das Gedächtniss beschweren und in solchen Fällen, wo leidenschaftlich schnell Gesprochenes vollständig nachgeschrieben werden soll, ohnehin nicht viel helfen“, auf zehn. Außerdem baut Heim das Regelwerk aus und gestattet zum Beispiel jedem Stenografen, für häufig vorkommende Wörter einfache eigene Kürzungen zu schaffen, die jedoch dann bei jedem Vorkommen des jeweiligen Wortes konsequent angewendet werden müssen. Heim empfiehlt, Fremdwörter und Eigennamen in lateinischer Schrift zu schreiben.
Auf Heims Stenografie-System stützen sich verschiedene Weiterentwicklungen, unter anderem durch Christian Schmitt (1852) und Karl Friedrich Binder (1855).

## Schriften (Auswahl)
- Deutsche Tachygraphie oder kurze, leichtfaßliche und vollständige Anweisung, mittelst besonderer einfacher Charaktere so schnell, als ein öffentlicher Redner spricht, und mit solcher Deutlichkeit zu schreiben, daß die Schrift auf immer brauchbar bleibt, Leipzig 1820 (auch Reutlingen 1820)[16]
- mit Wilhelm Hoffmann: Die großen Propheten Jesaja, Jeremia, Hesekiel, Daniel erbaulich ausgelegt nach den Schriften der Reformatoren, Stuttgart 1839
- Bibelstunden. Auslegung über das Alte Testament, Tuttlingen 1845